# William Cullen

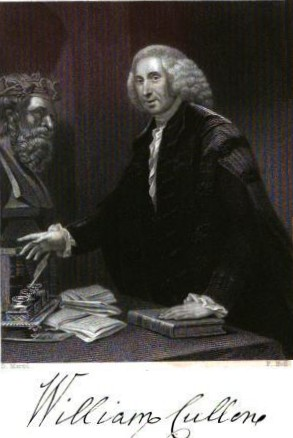
William Cullen

William Cullen (ur. 15 kwietnia 1710, zm. 5 lutego 1790) – szkocki lekarz i chemik.
Urodził się w Hamilton w Szkocji. Jego głównymi pracami są First Lines of the Practice of Physic; Institutions of Medicine (1710) oraz Synopsis Nosologiae Methodicae (1785), która zawierała podział chorób na 4 klasy: Pyrexiae, Neuroses - nerwice, Cachexiae – choroby związane z przyczynami zewnętrznymi, złymi nawykami, Locales – choroby lokalne (np. rak). Od niego pochodzi termin nerwica.